# Demócares
Demócares de Leucónoe fue un orador y político ateniense, de entre los siglos IV y III a. C. Era sobrino de Demóstenes, hijo de una hermana de este y de Laques.
Se le atribuyó una historia de los hechos ocurridos en la Atenas de su tiempo, en un estilo oratorio, no histórico, que no se ha conservado.
Se conserva un texto en el que Demócares solicitó una estatua de bronce en el Ágora para Demóstenes, su tío, así como manutención y un puesto de preferencia para él y para el mayor de sus hijos, por haber sido gran benefactor de los atenienses.
Un relato mencionado por Séneca explicaba que a Demócares se le llamaba «parrheriastes», a causa de la libertad excesiva de su lenguaje, a veces imprudente, como en una ocasión en la que, habiendo sido enviado junto a otros atenienses en misión diplomática a la corte de Filipo IV de Macedonia, el rey  preguntó a los atenienses qué podría hacer que fuese grato a ellos, y Demócares contestó: «Ahorcarte». Filipo, sin embargo, no se alteró y dijo a los presentes que lo dejaran marchar sano y salvo. También sufrió un destierro a causa de unas palabras ofensivas que dirigió contra Estratocles.
En el año 306 a. C. apoyó una propuesta que en su momento había realizado Sófocles según la cual debía prohibirse la enseñanza de la filosofía antidemocrática. A su vez, Laques, hijo de Demócares, solicitó una estatua para su padre, que se dice que fue llevada al Pritaneo.